# 曾景輝

曾景輝，1976年於香港出生，樹仁學院會計系畢業（現已更名為樹仁大學），現旅居於台灣。除了任職會計工作外，亦以曾景輝、曾錦輝或貓空子的筆名撰寫小說及編寫個人部落格，為一位撰寫青年勵志小說的業餘作家。
2005年，他在台灣發表第一本小說《不再流淚的日子》，故事中以香港八七股災為故事背景，描述一位因股災而導致家庭破碎的青年，經過多番努力後，終成為著名髮型師的故事。
2006年發表《弟弟站起來》，故事中以台灣為故事背景，描述一個植物人兒童重生的故事。
2007年發表《無家可歸的小孩》，故事中以六十年代香港為背景，描述一對姊弟的故事。

## 作品列表
| 不再流淚的日子（福地出版社） | 2005年12月 | ISBN 986737844X    |
| 弟弟站起來（文房出版社）     | 2006年11月 | ISBN 9866982130    |
| 無家可歸的小孩（福地出版社） | 2007年11月 | ISBN 9789866725029 |